# Campionati europei di karate 1977
La 12ª edizione del campionato europeo di karate si è disputata a Parigi nel 1977. Hanno preso parte alla competizione 279 karateka provenienti da 17 paesi.

## Campioni d'Europa
Campioni nella specialità Kumite:
| Categoria              | Vincitore       |
| Fino a 65 kg maschile  | Laurent Saïdane |
| Fino a 70 kg maschile  | Voss            |
| Fino a 75 kg maschile  | Martinez        |
| Fino ad 80 kg maschile | Knighton        |
| Oltre 80 kg maschile   | Montel          |
| Open maschile          | Kotzebue        |
| Squadre maschili       | Regno Unito     |